# Jarosław Sobolewski
Jarosław Sobolewski (ur. 8 września 1968 w Elblągu) – polski lekarz weterynarii, specjalista administracji i epizootiologii weterynaryjnej, dr hab., profesor Uniwersytetu Mikołaja Kopernika w Toruniu, pracownik Instytutu Medycyny Weterynaryjnej UMK, Wydziału Nauk Biologicznych i Weterynaryjnych. Kierownik Katedry Ochrony Zdrowia Publicznego i Dobrostanu Zwierząt.

## Życiorys
Absolwent Szkoły Podstawowej nr 2 w Giżycku – 1983, Liceum Ogólnokształcącego im. W Kętrzyńskiego w Giżycku – 1987. W 1994 r. ukończył studia na Wydziale Weterynaryjnym Akademii Rolniczej w Lublinie (obecnie Uniwersytet Przyrodniczy w Lublinie), w latach 1994–1997 pracował w Państwowym Instytucie Weterynarii w Puławach oddział w Bydgoszczy w Zakładzie Fizjopatlogii Rozrodu i Gruczołu Mlekowego. Doktoryzował się w 2006 roku na wydziale medycyny weterynaryjnej SGGW w Warszawie – Rozwój produkcji oraz stosowanie leków i biopreparatów weterynaryjnych w Polsce od XIX wieku do 1945 roku – promotor prof. dr hab. Jan Tropiło. Stopień naukowy doktora habilitowanego uzyskał w roku 2022 w Instytucie Historii Nauki PAN w Warszawie na podstawie pracy Gruźlica bydła w świetle poglądów rozwoju choroby i jej zwalczania w Polsce od 1882 do roku 1975. Wydawnictwo Naukowe Uniwersytetu Mikołaja Kopernika. Toruń 2020. ISBN 978-83-231-4469-4.
Zawodowo związany z Uniwersytetem Mikołaja Kopernika w Toruniu. W 2023 został kierownikiem Katedry Ochrony Zdrowia Publicznego i Dobrostanu Zwierząt. W latach 2019–2022 był prodziekanem ds. klinicznych Wydziału Nauk Biologicznych i Weterynaryjnych UMK. Od 2022 roku jest Pełnomocnikiem Dziekana ds. Kształcenia na kierunkach weterynaryjnych. Był zastępcą dyrektora Międzyuczelnianego Centrum Medycyny Weterynaryjnej i Instytutu Medycyny Weterynaryjnej UMK. We wrześniu 2024 roku został powołany na stanowisko prodziekana ds. studenckich i rozwoju WNBiW na kadencję 2024–2028